# Арсегал
Арсегал (кат. Arsèguel) — муніципалітет, розташований в Автономній області Каталонія, в Іспанії. Знаходиться у районі (кумарці) Алт Уржель провінції Лєйда, згідно з новою адміністративною реформою перебуватиме у складі Баґарії (округи) Ал Пірінеу і Аран.

## Населення
Населення міста (у 2007 р.) становить 97 осіб (з них менше 14 років — 7,2%, від 15 до 64 — 71,1%, понад 65 років — 21,6%). У 2006 р. народжуваність склала 0 осіб, смертність — 0 осіб, зареєстровано 0 шлюбів. У 2001 р. активне населення становило 55 осіб, з них безробітних — 3 особи.

Серед осіб, які проживали на території міста у 2001 р., 94 народилися в Каталонії (з них 61 особа у тому самому районі, або кумарці), 4 особи приїхали з інших областей Іспанії, а 5 осіб приїхало з-за кордону. 

Університетську освіту має 12,4% усього населення. 

У 2001 р. нараховувалося 33 домогосподарства (з них 18,2% складалися з однієї особи, 33,3% з двох осіб,15,2% з 3 осіб, 12,1% з 4 осіб, 12,1% з 5 осіб, 3% з 6 осіб, 3% з 7 осіб, 0% з 8 осіб і 3% з 9 і більше осіб).

Активне населення міста у 2001 р. працювало у таких сферах діяльності : у сільському господарстві — 7,7%, у промисловості — 1,9%, на будівництві — 9,6% і у сфері обслуговування — 80,8%. 

 У муніципалітеті або у власному районі (кумарці) працює 16 осіб, поза районом — 40 осіб.

### Безробіття
У 2007 р. нараховувалося 1 безробітний (у 2006 р. — 4 безробітних), з них чоловіки становили 0%, а жінки — 100%.

## Економіка

### Підприємства міста

#### Промислові підприємства
| \| Промислові підприємства міста, за сферою діяльності \| Промислові підприємства міста, за сферою діяльності \| Промислові підприємства міста, за сферою діяльності \| \| Рік \| 2002 р. \| 2001 р. \| \| --------------------------------------------------- \| --------------------------------------------------- \| --------------------------------------------------- \| \| Енергетичні та водні ресурси \| 0% \| 0% \| \| Хімія та метали \| 0% \| 0% \| \| Переробка металів \| 0% \| 0% \| \| Продукти харчування \| 0% \| 0% \| \| Текстиль \| 100% \| 100% \| \| Виробництво меблів, видання \| 0% \| 0% \| \| Інше \| 0% \| 0% \| \| Усього підприємств \| 1 \| 1 \| |         |         |
| Промислові підприємства міста, за сферою діяльності |         |         |
| Рік | 2002 р. | 2001 р. |
| Енергетичні та водні ресурси | 0%      | 0%      |
| Хімія та метали | 0%      | 0%      |
| Переробка металів | 0%      | 0%      |
| Продукти харчування | 0%      | 0%      |
| Текстиль | 100%    | 100%    |
| Виробництво меблів, видання | 0%      | 0%      |
| Інше | 0%      | 0%      |
| Усього підприємств | 1       | 1       |

#### Роздрібна торгівля
| \| Підприємства роздрібної торгівлі міста, за сферою діяльності \| Підприємства роздрібної торгівлі міста, за сферою діяльності \| Підприємства роздрібної торгівлі міста, за сферою діяльності \| \| Рік \| 2002 р. \| 2001 р. \| \| ------------------------------------------------------------ \| ------------------------------------------------------------ \| ------------------------------------------------------------ \| \| Продукти харчування \| 100% \| 100% \| \| Одяг та взуття \| 0% \| 0% \| \| Товари для дому \| 0% \| 0% \| \| Книги та періодичні видання \| 0% \| 0% \| \| Промислова хімічна продукція \| 0% \| 0% \| \| Продукція, пов'язана з транспортними засобами \| 0% \| 0% \| \| Інше \| 0% \| 0% \| \| Усього підприємств \| 1 \| 1 \| |         |         |
| Підприємства роздрібної торгівлі міста, за сферою діяльності |         |         |
| Рік | 2002 р. | 2001 р. |
| Продукти харчування | 100%    | 100%    |
| Одяг та взуття | 0%      | 0%      |
| Товари для дому | 0%      | 0%      |
| Книги та періодичні видання | 0%      | 0%      |
| Промислова хімічна продукція | 0%      | 0%      |
| Продукція, пов'язана з транспортними засобами | 0%      | 0%      |
| Інше | 0%      | 0%      |
| Усього підприємств | 1       | 1       |

#### Сфера послуг
| \| Підприємства міста, що працюють у сфері послуг, за діяльністю \| Підприємства міста, що працюють у сфері послуг, за діяльністю \| Підприємства міста, що працюють у сфері послуг, за діяльністю \| \| Рік \| 2002 р. \| 2001 р. \| \| ------------------------------------------------------------- \| ------------------------------------------------------------- \| ------------------------------------------------------------- \| \| Гуртова торгівля \| 0% \| 0% \| \| Готелі та готельний бізнес \| 66,7% \| 66,7% \| \| Транспорт та зв'язок \| 0% \| 0% \| \| Посередницькі фінансові послуги \| 0% \| 0% \| \| Послуги підприємствам \| 0% \| 0% \| \| Послуги фізичним особам \| 16,7% \| 16,7% \| \| Нерухомість та ін. \| 16,7% \| 16,7% \| \| Усього підприємств \| 6 \| 6 \| |         |         |
| Підприємства міста, що працюють у сфері послуг, за діяльністю |         |         |
| Рік | 2002 р. | 2001 р. |
| Гуртова торгівля | 0%      | 0%      |
| Готелі та готельний бізнес | 66,7%   | 66,7%   |
| Транспорт та зв'язок | 0%      | 0%      |
| Посередницькі фінансові послуги | 0%      | 0%      |
| Послуги підприємствам | 0%      | 0%      |
| Послуги фізичним особам | 16,7%   | 16,7%   |
| Нерухомість та ін. | 16,7%   | 16,7%   |
| Усього підприємств | 6       | 6       |

## Житловий фонд
У 2001 р. 3% усіх родин (домогосподарств) мали житло метражем до 59 м², 30,3% — від 60 до 89 м², 27,3% — від 90 до 119 м² і
39,4% — понад 120 м².

З усіх будівель у 2001 р. 11,6% було одноповерховими, 79,7% — двоповерховими, 8,7
% — триповерховими, 0% — чотириповерховими, 0% — п'ятиповерховими, 0% — шестиповерховими,
0% — семиповерховими, 0% — з вісьмома та більше поверхами.

## Автопарк
| \| Автомобілі, зареєстровані у місті, за призначенням \| Автомобілі, зареєстровані у місті, за призначенням \| Автомобілі, зареєстровані у місті, за призначенням \| \| Рік \| 2006 р. \| 2005 р. \| \| -------------------------------------------------- \| -------------------------------------------------- \| -------------------------------------------------- \| \| Приватні автомобілі \| 54,1% \| 56,7% \| \| Мотоцикли \| 13,3% \| 12,4% \| \| Вантажівки \| 29,6% \| 26,8% \| \| Трактори \| 0% \| 0% \| \| Автобуси та ін. \| 3,1% \| 4,1% \| \| Усього автомобілів \| 98 шт. \| 97 шт. \| |         |         |
| Автомобілі, зареєстровані у місті, за призначенням |         |         |
| Рік | 2006 р. | 2005 р. |
| Приватні автомобілі | 54,1%   | 56,7%   |
| Мотоцикли | 13,3%   | 12,4%   |
| Вантажівки | 29,6%   | 26,8%   |
| Трактори | 0%      | 0%      |
| Автобуси та ін. | 3,1%    | 4,1%    |
| Усього автомобілів | 98 шт.  | 97 шт.  |

## Вживання каталанської мови
У 2001 р. каталанську мову у місті розуміли 100% усього населення (у 1996 р. — 99%), вміли говорити нею 95% (у 1996 р. — 
87,1%), вміли читати 62% (у 1996 р. — 71,3%), вміли писати 46
% (у 1996 р. — 47,5%). Не розуміли каталанської мови 0%.

## Політичні уподобання
У виборах до Парламенту Каталонії у 2006 р. взяло участь 51 особа (у 2003 р. — 53 особи). Голоси за політичні сили розподілилися таким чином:
| \| Вибори до Парламенту Каталонії \| Вибори до Парламенту Каталонії \| Вибори до Парламенту Каталонії \| \| Рік \| 2006 р. \| 2003 р. \| \| -------------------------------------- \| ------------------------------ \| ------------------------------ \| \| Конвергенція та Єднання (CiU) \| 41,2% \| 41,5% \| \| Соціалістична партія Каталонії (PSC) \| 17,6% \| 11,3% \| \| Народна партія (PP) \| 0% \| 1,9% \| \| Ініціатива за зелену Каталонію (IC) \| 7,8% \| 3,8% \| \| Республіканська лівиця Каталонії (ERC) \| 33,3% \| 41,5% \| \| Громадянська партія (C's) \| 0% \| 0% \| \| Інші \| 0% \| 0% \| |         |         |
| Вибори до Парламенту Каталонії |         |         |
| Рік | 2006 р. | 2003 р. |
| Конвергенція та Єднання (CiU) | 41,2%   | 41,5%   |
| Соціалістична партія Каталонії (PSC) | 17,6%   | 11,3%   |
| Народна партія (PP) | 0%      | 1,9%    |
| Ініціатива за зелену Каталонію (IC) | 7,8%    | 3,8%    |
| Республіканська лівиця Каталонії (ERC) | 33,3%   | 41,5%   |
| Громадянська партія (C's) | 0%      | 0%      |
| Інші | 0%      | 0%      |